# Operación Caída del Gato
La «Operación Caída del Gato» (Operation Cat Drop en inglés) es el nombre dado a un relato, de veracidad incierta, sobre el reparto, por el Royal Air Force del Reino Unido, de 14.000 gatos a una remota villa de Sarawak, en Borneo. Los gatos fueron repartidos en cajas y lanzados en paracaídas, como parte de un programa de suministrar gatos de combate contra una plaga de ratas. La antigua población de gatos había sido previamente reducida como una consecuencia no intencional de dispersión de DDT para el control de la malaria. La historia, a menudo con diversas elaboraciones dice a veces como una ilustración de los problemas que pueden aparecer de intervenciones bien intencionadas en el medio ambiente, o de consecuencias no intencionadas en general.
No es claro de cualquier modo los eventos de la Operación Caída del Gato si la historia realmente ocurrió como comúnmente es contada o si los gatos fueron alguna vez repartidos en paracaídas. Mientras los gatos son de hecho inusualmente susceptible a los efectos tóxicos del DDT, y la mortandad de gatos no era un insólito efecto secundario de las operaciones de control de la malaria, muchos aspectos de la historia han sido puestos en duda. Por ejemplo, fue probablemente dieldrín antes que DDT lo que fue usado para el control de la malaria en la región y causó numerosas muertes de gatos.